# AEG B.I侦察机
AEG B.I侦察机是德国的双座双翼侦察机，于1914年小批量生产。它为AEG公司更成功的后继机型——B型和C型的设计提供了基础。

## 使用方
- 德意志帝國
  - 德意志帝国空军（英语：Luftstreitkräfte）

## 基本资料 (AEG B.I侦察机)
- 机长：10.5米
- 翼展：14.5米
- 空重：650公斤
- 载重：1,400公斤
- 翼面积：44平方米

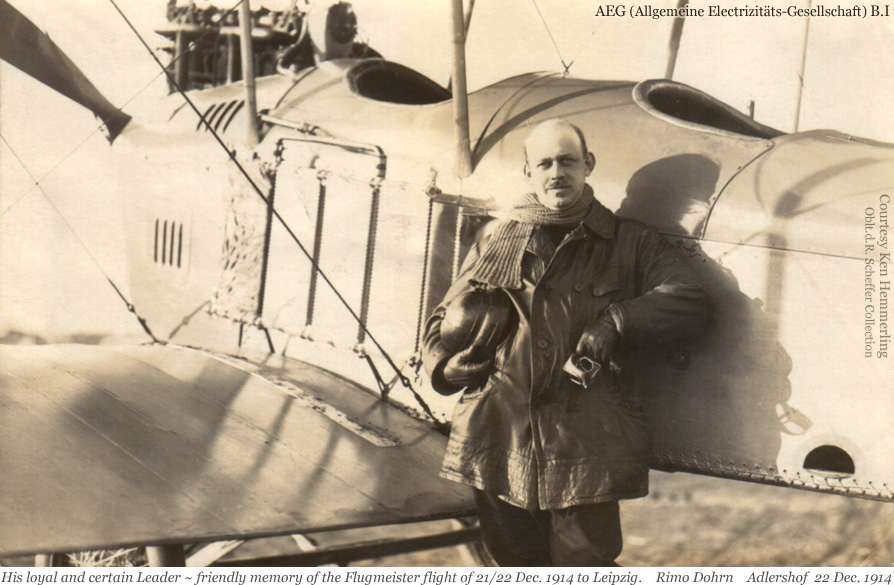
AEG B.I侦察机

- 发动机：梅赛德斯D.I六缸直立型水冷式发动机（马力=99.9匹）
- 最快时速：100公里/小时
- 实用升限：2,500米
- 乘员：2人

## 相关
类似型号
- AEG B.II
- AEG B.III